# Persone di nome Felix
| Questa pagina contiene informazioni ricavate automaticamente dalle voci biografiche con l'ausilio del template Bio e di un bot. L'aggiornamento è periodico e automatico e ricostruisce completamente la pagina. Se manca una persona in questa lista, sei pregato di non aggiungerla, ma accertati piuttosto che la sua voce biografica contenga il template Bio e che i dati anagrafici siano correttamente compilati. Se il template Bio manca, inseriscilo tu stesso o, in alternativa, metti l'avviso {{tmp\|Bio}} che ne segnala la mancanza. Se i dati riportati sono sbagliati, correggi direttamente la voce biografica; le modifiche saranno visibili in questa lista entro pochi giorni. Per chiarimenti vedi il progetto antroponimi. La lista contiene solo le 197 persone che sono citate nell'enciclopedia e per le quali è stato implementato correttamente il template Bio. Pagina aggiornata al 22 lug 2025. |

Questa è una lista di persone presenti nell'enciclopedia che hanno il nome Felix, suddivise per attività principale.

## Alpinisti(2)
- Felix König, alpinista, scienziato e esploratore austriaco (n. 1880 - † 1945)
- Felix Simon, alpinista, chimico e imprenditore tedesco (Lipsia, n. 1896 - Sassonia, † 1986)

## Arbitri di calcio(2)
- Felix Brych, arbitro di calcio tedesco (Monaco di Baviera, n. 1975)
- Felix Zwayer, arbitro di calcio tedesco (Berlino Ovest, n. 1981)

## Architetti(1)
- Felix August Helfgott Genzmer, architetto tedesco (Łobez, n. 1856 - Berlino, † 1929)

## Arcivescovi cattolici(2)
- Felix Anthony Machado, arcivescovo cattolico indiano (Vasai, n. 1948)
- Felix Toppo, arcivescovo cattolico indiano (Tongo, n. 1947)

## Arpisti(1)
- Félix Godefroid, arpista belga (Namur, n. 1818 - Villers-sur-Mer, † 1897)

## Astronomi(1)
- Felix Hormuth, astronomo tedesco (n. 1975)

## Attori(8)
- Felix Aylmer, attore britannico (Corsham, n. 1889 - Pyrford, † 1979)
- Felix Basch, attore, regista e sceneggiatore austriaco (Vienna, n. 1882 - Los Angeles, † 1944)
- Felix Bressart, attore tedesco (Eydtkuhnen, n. 1892 - Los Angeles, † 1949)
- Felix Kammerer, attore austriaco (Vienna, n. 1995)
- Felix Kramer, attore tedesco (Mahlsdorf, n. 1973)
- Felix Mallard, attore australiano (Melbourne, n. 1998)
- Felix Silla, attore, stuntman e circense italiano (Roccacasale, n. 1937 - Las Vegas, † 2021)
- Felix Solis, attore statunitense (New York, n. 1971)

## Attrici pornografiche(1)
- Felix Vicious, ex attrice pornografica e disc jockey statunitense (Denver, n. 1983)

## Avvocati(1)
- Felix L. Sparks, avvocato, politico e militare statunitense (San Antonio, n. 1917 - Lakewood, † 2007)

## Bassi-baritoni(1)
- Felix Loeffel, basso-baritono svizzero (Köniz, n. 1892 - Münsingen, † 1981)

## Biatleti(1)
- Felix Leitner, biatleta austriaco (Hall in Tirol, n. 1996)

## Biologi(1)
- Félix Le Dantec, biologo francese (Plougastel-Daoulas, n. 1869 - Parigi, † 1917)

## Bobbisti(1)
- Felix Endrich, bobbista svizzero (n. 1921 - Garmisch-Partenkirchen, † 1953)

## Botanici(1)
- Felix von Thümen, botanico e micologo tedesco (Dresda, n. 1839 - Teplitz-Schönau, † 1892)

## Calciatori(39)
- Felix Aboagye, ex calciatore ghanese (Kumasi, n. 1975)
- Felix Afena-Gyan, calciatore ghanese (Sunyani, n. 2003)
- Felix Agu, calciatore nigeriano (Osnabrück, n. 1999)
- Felix Annan, calciatore ghanese (n. 1994)
- Felix Bacher, calciatore austriaco (Lienz, n. 2000)
- Felix Badenhorst, calciatore swati (Hlatikulu, n. 1989)
- Felix Bastians, calciatore tedesco (Bochum, n. 1988)
- Felix Beijmo, calciatore svedese (Stoccolma, n. 1998)
- Felix Burmeister, ex calciatore tedesco (Würzburg, n. 1990)
- Felix Örn Friðriksson, calciatore islandese (Vestmannaeyjar, n. 1999)
- Alberto Gallardo, calciatore peruviano (Lima, n. 1940 - Lima, † 2001)
- Felix Gasselich, ex calciatore austriaco (Vienna, n. 1955)
- Felix Gerritzen, calciatore tedesco (Münster, n. 1927 - † 2007)
- Felix Götze, calciatore tedesco (Dortmund, n. 1998)
- Felix Healy, ex calciatore nordirlandese (Derry, n. 1955)
- Felix Hörberg, calciatore svedese (n. 1999)
- Felix Hüttl, calciatore austriaco (Vienna, n. 1884 - Vienna, † 1961)
- Felix Katongo, calciatore zambiano (Mufulira, n. 1984)
- Felix Klaus, calciatore tedesco (Osnabrück, n. 1992)
- Felix Komolong, calciatore papuano (Lae, n. 1997)
- Felix Kroos, ex calciatore tedesco (Greifswald, n. 1991)
- Felix Lohkemper, calciatore tedesco (Wetzlar, n. 1995)
- Felix Luckeneder, calciatore austriaco (Linz, n. 1994)
- Felix Mambimbi, calciatore svizzero (Friburgo, n. 2001)
- Felix Sunzu, calciatore zambiano (Chingola, n. 1985)
- Felix Myhre, calciatore norvegese (Oslo, n. 1999)
- Felix Nmecha, calciatore tedesco (Amburgo, n. 2000)
- Felix Oberwaditzer, calciatore liechtensteinese (Hörbranz, n. 2006)
- Felix Owolabi, ex calciatore nigeriano (n. 1956)
- Felix Passlack, calciatore tedesco (Bottrop, n. 1998)
- Felix Platte, calciatore tedesco (Höxter, n. 1996)
- Felix Ray, calciatore salomonese (n. 1983)
- Felix Roth, ex calciatore tedesco (Offenburg, n. 1987)
- Felix Smeets, calciatore olandese (L'Aia, n. 1904 - Delft, † 1961)
- Junior Stanislas, ex calciatore inglese (Kidbrooke, n. 1989)
- Felix Strauß, calciatore austriaco (Salisburgo, n. 2001)
- Felix Tekusch, calciatore austriaco (n. 1889 - † 1916)
- Felix Wiedwald, ex calciatore tedesco (Thedinghausen, n. 1990)
- Felix Zwolanowski, calciatore tedesco (Düsseldorf, n. 1912 - † 1998)

## Canottieri(2)
- Felix Drahotta, canottiere tedesco (Bad Doberan, n. 1989)
- Felix Wimberger, canottiere tedesco (Vilshofen an der Donau, n. 1990)

## Cantanti(1)
- Felix Pappalardi, cantante, bassista e produttore discografico statunitense (New York, n. 1939 - New York, † 1983)

## Cantautori(1)
- Felix Cavaliere, cantautore e tastierista statunitense (Pelham, n. 1942)

## Cardinali(1)
- Felix von Hartmann, cardinale e arcivescovo cattolico tedesco (Münster, n. 1851 - Colonia, † 1919)

## Cestisti(3)
- Felix Diefenbach, cestista tedesco (n. 1925 - Elz, † 2019)
- Felix Hoffmann, cestista tedesco (Würzburg, n. 1989)
- Pete Preboske, cestista statunitense (Antigo, n. 1914 - Merrill, † 1994)

## Chimici(2)
- Felix Ahrens, chimico tedesco (Danzica, n. 1863 - Berlino, † 1910)
- Felix Hoffmann, chimico e farmacista tedesco (Ludwigsburg, n. 1868 - Losanna, † 1946)

## Chirurghi(1)
- Felix Formento, chirurgo statunitense (New Orleans, n. 1837 - New Orleans, † 1907)

## Chitarristi(1)
- Manuaku Waku, chitarrista della Repubblica Democratica del Congo

## Ciclisti su strada(6)
- Felix Engelhardt, ciclista su strada tedesco (Ulma, n. 2000)
- Felix Gall, ciclista su strada austriaco (Nußdorf-Debant, n. 1998)
- Felix Großschartner, ciclista su strada austriaco (Wels, n. 1993)
- Felix Manthey, ciclista su strada tedesco (Berlino-Britz, n. 1898 - Charlottenburg, † 1971)
- Felix Ritzinger, ciclista su strada, pistard e ciclocrossista austriaco (Vienna, n. 1996)
- Félix Sellier, ciclista su strada e pistard belga (Spy, n. 1893 - Gembloux, † 1965)

## Clarinettisti(1)
- Felix Cameroni, clarinettista italiano (Novara, n. 1916 - Biella, † 1978)

## Combinatisti nordici(1)
- Felix Gottwald, ex combinatista nordico austriaco (Zell am See, n. 1976)

## Compositori(5)
- Felix Arndt, compositore e pianista statunitense (n. 1889 - New York, † 1918)
- Felix Bernard, compositore e pianista statunitense (New York, n. 1897 - Los Angeles, † 1944)
- Felix Draeseke, compositore tedesco (Coburgo, n. 1835 - Dresda, † 1913)
- Felix Labunski, compositore, pianista e docente statunitense (Wola Mysłowska, n. 1892 - Cincinnati, † 1979)
- Felix Mottl, compositore e direttore d'orchestra austriaco (Unter Sankt Veit, n. 1856 - Monaco di Baviera, † 1911)

## Conduttori radiofonici(1)
- Dr. Feelx, conduttore radiofonico, produttore discografico e personaggio televisivo nigeriano (Lagos, n. 1960 - † 2017)

## Diplomatici(1)
- Felix von Wimpffen, diplomatico austriaco (Eichfeld, n. 1827 - Parigi, † 1882)

## Direttori d'orchestra(1)
- Felix Otto Dessoff, direttore d'orchestra e compositore tedesco (Lipsia, n. 1835 - Francoforte sul Meno, † 1892)

## Disc jockey(3)
- Felix Jaehn, disc jockey e produttore discografico tedesco (Amburgo, n. 1994)
- Lost Frequencies, disc jockey e produttore discografico belga (Bruxelles, n. 1993)
- Felix da Housecat, disc jockey e produttore discografico statunitense (Chicago, n. 1971)

## Filologi(1)
- Felix Jacoby, filologo classico, grecista e bibliografo tedesco (Magdeburgo, n. 1876 - Berlino, † 1959)

## Fisici(4)
- Felix Bloch, fisico svizzero (Zurigo, n. 1905 - Zurigo, † 1983)
- Felix Ehrenhaft, fisico austriaco (Vienna, n. 1879 - Vienna, † 1952)
- Felix Pirani, fisico britannico (n. 1928 - Londra, † 2015)
- Felix Weinberg, fisico ceco (Ústí nad Labem, n. 1928 - Londra, † 2012)

## Fotografi(1)
- Felix H. Man, fotografo britannico (Friburgo in Brisgovia, n. 1893 - Londra, † 1985)

## Generali(5)
- Felix Graf von Bothmer, generale tedesco (Monaco di Baviera, n. 1852 - Monaco di Baviera, † 1937)
- Felice di Salm-Salm, generale e nobile tedesco (Anholt, n. 1828 - Saint-Privat-la-Montagne, † 1870)
- Felix Schwalbe, generale tedesco (Kleinprießligk, n. 1892 - Bielefeld, † 1974)
- Felix Steiner, generale tedesco (Stallupönen, n. 1896 - Monaco di Baviera, † 1966)
- Felix von Schumacher, generale svizzero (Lucerna, n. 1814 - Lucerna, † 1894)

## Giocatori di football americano(6)
- Felix Anudike-Uzomah, giocatore di football americano statunitense (Kansas City, n. 2002)
- Doc Blanchard, giocatore di football americano statunitense (McColl, n. 1924 - Bulverde, † 2009)
- Felix Brenner, ex giocatore di football americano tedesco (n. 1988)
- Felix Jones, ex giocatore di football americano statunitense (Tulsa, n. 1987)
- Felix Reisacher, giocatore di football americano austriaco (n. 1994)
- Felix Reitter, giocatore di football americano austriaco (Innsbruck, n. 2004)

## Giuristi(2)
- Felix Esquirou de Parieu, giurista francese (Aurillac, n. 1815 - Parigi, † 1893)
- Felix Frankfurter, giurista statunitense (Vienna, n. 1882 - Washington, † 1965)

## Grecisti(1)
- Felix Wilbur Gingrich, grecista e biblista statunitense (Annville, n. 1901 - Reading, † 1993)

## Hockeisti su ghiaccio(2)
- Felix Oberrauch, ex hockeista su ghiaccio italiano (Bolzano, n. 1986)
- Felix Schütz, hockeista su ghiaccio tedesco (Erding, n. 1987)

## Imprenditori(1)
- Felix Booth, imprenditore britannico (Roydon, n. 1775 - Brighton, † 1850)

## Ingegneri(1)
- Felix Kracht, ingegnere tedesco (Krefeld, n. 1912 - Kirchweyhe, † 2002)

## Inventori(1)
- Felix Wankel, inventore tedesco (Lahr, n. 1902 - Lindau, † 1988)

## Lottatori(1)
- Felix Baldauf, lottatore norvegese (Köthen, n. 1994)

## Maratoneti(1)
- Felix Limo, maratoneta keniota (Nandi, n. 1980)

## Matematici(3)
- Felix Bernstein, matematico tedesco (Halle, n. 1878 - Zurigo, † 1956)
- Felix Hausdorff, matematico tedesco (Breslavia, n. 1868 - Bonn, † 1942)
- Felix Klein, matematico tedesco (Düsseldorf, n. 1849 - Gottinga, † 1925)

## Medaglisti(1)
- Felix Schlag, medaglista statunitense (Francoforte sul Meno, n. 1891 - Owosso, † 1974)

## Medici(4)
- Felix Platter, medico, anatomista e botanico svizzero (Basilea, n. 1536 - Basilea, † 1614)
- Felix von Luschan, medico austriaco (Hollabrunn, n. 1854 - Berlino, † 1924)
- Felix Unger, medico austriaco (Klagenfurt, n. 1946)
- Felix von Niemeyer, medico tedesco (Magdeburgo, n. 1820 - Tubinga, † 1871)

## Militari(5)
- Felix Funke, militare tedesco (Jelenia Góra, n. 1865 - Berlino, † 1932)
- Felix von Luckner, militare, navigatore e scrittore tedesco (Dresda, n. 1881 - Malmö, † 1966)
- Felix Hecht, militare austriaco (Vienna, n. 1894 - Corno di Cavento, † 1917)
- Felix Landau, militare austriaco (Vienna, n. 1910 - Vienna, † 1983)
- Felix Tarbuk von Sensenhorst, militare austriaco (Vienna, n. 1893 - Vienna, † 1982)

## Missionari(1)
- Felix Ley, missionario e vescovo cattolico statunitense (Hewitt, n. 1909 - Naha, † 1972)

## Modelli(1)
- Felix Nieder, modello e scrittore tedesco (Elmshorn, n. 1993)

## Musicisti(1)
- Felix Thorn, musicista e artista inglese (Brighton, n. 1985)

## Musicologi(1)
- Felix Salzer, musicologo, teorico musicale e pedagogo austriaco (Vienna, n. 1904 - † 1986)

## Naturalisti(1)
- Felix Alexander von Cube, naturalista, medico e alpinista tedesco (Mentone, n. 1876 - Stoccarda, † 1964)

## Nuotatori(2)
- Felix Auböck, nuotatore austriaco (Bad Vöslau, n. 1996)
- Jeff Farrell, ex nuotatore statunitense (Detroit, n. 1937)

## Paracadutisti(1)
- Felix Baumgartner, paracadutista e base jumper austriaco (Salisburgo, n. 1969 - Porto Sant'Elpidio, † 2025)

## Patologi(2)
- Felix Victor Birch-Hirschfeld, patologo tedesco (Rendsburg, n. 1842 - Lipsia, † 1899)
- Felix Jacob Marchand, patologo tedesco (Halle, n. 1846 - Lipsia, † 1928)

## Pattinatori artistici su ghiaccio(1)
- Felix Kaspar, pattinatore artistico su ghiaccio austriaco (Vienna, n. 1915 - Bradenton, † 2003)

## Piloti automobilistici(1)
- Felix Rosenqvist, pilota automobilistico svedese (Värnamo, n. 1991)

## Pistard(2)
- Felix Groß, pistard e ciclista su strada tedesco (Feuchtwangen, n. 1998)
- Adolf Schmal, pistard e schermidore austriaco (Dortmund, n. 1872 - Salisburgo, † 1919)

## Pittori(2)
- Felix Nussbaum, pittore tedesco (Osnabrück, n. 1904 - Auschwitz, † 1944)
- Felix Anton Scheffler, pittore tedesco (Mainburg, n. 1701 - Praga, † 1760)

## Politici(10)
- Felix Calonder, politico svizzero (Scuol, n. 1863 - Zurigo, † 1952)
- Felix Grucci, politico statunitense (Brookhaven, n. 1951)
- Felix Grundy, politico statunitense (n. 1777 - Nashville, † 1840)
- Felix Hamrin, politico svedese (Mönsterås, n. 1875 - Jönköping, † 1937)
- F. Edward Hébert, politico e giornalista statunitense (New Orleans, n. 1901 - New Orleans, † 1979)
- Felix von Lichnowski, politico tedesco (Troppau, n. 1814 - Francoforte sul Meno, † 1848)
- Felix Reda, politico tedesco (Bonn, n. 1986)
- Felix Schwarzenberg, politico e diplomatico austriaco (Böhmisch Krumau, n. 1800 - Vienna, † 1852)
- Felix Schwenke, politico tedesco (Francoforte sul Meno, n. 1979)
- Félix de Muelenaere, politico belga (Pittem, n. 1793 - Pittem, † 1862)

## Psichiatri(1)
- Felix Plaut, psichiatra tedesco (n. 1877 - † 1940)

## Psicologi(1)
- Felix Tretter, psicologo e psichiatra austriaco (Villach, n. 1949)

## Pugili(1)
- Felix Sturm, pugile tedesco (Leverkusen, n. 1979)

## Rapper(2)
- Kollegah, rapper tedesco (Friedberg, n. 1984)
- Cuban Link, rapper statunitense (L'Avana, n. 1974)

## Registi(3)
- Felix E. Feist, regista statunitense (New York, n. 1910 - Encino, † 1965)
- F. Gary Gray, regista e produttore cinematografico statunitense (New York, n. 1969)
- Felix Van Groeningen, regista e sceneggiatore belga (Gand, n. 1977)

## Religiosi(1)
- Felix Hemmerlin, religioso svizzero (Zurigo, n. 1388 - Lucerna, † 1458)

## Saltatori con gli sci(1)
- Felix Schoft, ex saltatore con gli sci tedesco (Garmisch-Partenkirchen, n. 1990)

## Scacchisti(1)
- Felix Blohberger, scacchista austriaco (Vienna, n. 2002)

## Schermidori(1)
- Felix Becker, ex schermidore tedesco (Darmstadt, n. 1964)

## Sciatori alpini(5)
- Felix Belczyk, ex sciatore alpino canadese (Calgary, n. 1961)
- Felix Hacker, sciatore alpino austriaco (n. 1999)
- Felix Monsén, sciatore alpino svedese (Nacka, n. 1994)
- Felix Neureuther, ex sciatore alpino tedesco (Monaco di Baviera, n. 1984)
- Felix Rösle, sciatore alpino tedesco (n. 2005)

## Sciatori freestyle(1)
- Felix Elofsson, sciatore freestyle svedese (Åre, n. 1995)

## Scrittori(6)
- Felix Aderca, scrittore, poeta e giornalista rumeno (Puiești, n. 1891 - Bucarest, † 1962)
- Felix Boh, scrittore tedesco (Braunschweig, n. 1844 - † 1923)
- Felix Dahn, scrittore e giurista tedesco (Amburgo, n. 1834 - Breslavia, † 1912)
- Felix Hartlaub, scrittore tedesco (Brema, n. 1911 - Berlino, † 1945)
- Felix Morisseau-Leroy, scrittore haitiano (Grand-Gosier, n. 1912 - Miami, † 1998)
- Felix Weltsch, scrittore ceco (Praga, n. 1884 - Gerusalemme, † 1964)

## Scultori(1)
- Felix de Weldon, scultore austriaco (Vienna, n. 1907 - Woodstock, † 2003)

## Skeletonisti(1)
- Felix Keisinger, skeletonista tedesco (Berchtesgaden, n. 1997)

## Slittinisti(1)
- Felix Loch, slittinista tedesco (Sonneberg, n. 1989)

## Storici(1)
- Felix Gilbert, storico tedesco (Baden Baden, n. 1905 - Princeton, † 1991)

## Teologi(1)
- Felix Fabri, teologo svizzero (Zurigo - Ulma, † 1502)

## Vescovi cattolici(4)
- Felix Maria Davídek, vescovo cattolico cecoslovacco (Chrlice, n. 1921 - Brno, † 1988)
- Felix Genn, vescovo cattolico tedesco (Burgbrohl, n. 1950)
- Felix Gmür, vescovo cattolico svizzero (Lucerna, n. 1966)
- Felix Lian Khen Thang, vescovo cattolico birmano (Gam Ngai, n. 1959)

## Youtuber(1)
- PewDiePie, youtuber svedese (Göteborg, n. 1989)

## Zoologi(1)
- Anton Dohrn, zoologo tedesco (Stettino, n. 1840 - Monaco di Baviera, † 1909)

## Senza attività specificata(2)
- Felix Manz, svizzero (Zurigo, n. 1498 - Zurigo, † 1527)
- Felix Stridsberg-Usterud, ex sciatore freestyle norvegese (n. 1994)